# Polaveno
Polaveno é uma comuna italiana da região da Lombardia, província de Bréscia, com cerca de 2.477 habitantes. Estende-se por uma área de 9 km², tendo uma densidade populacional de 275 hab/km². Faz fronteira com Brione, Gardone Val Trompia, Iseo, Monticelli Brusati, Ome, Sale Marasino, Sarezzo, Sulzano.

## Demografia
| Variação demográfica do município entre 1861 e 2011                               |
|                                                                                   |
| Fonte: Istituto Nazionale di Statistica (ISTAT) - Elaboração gráfica da Wikipedia |